# PDV 122
Die PDV 122 – Einsatz von Wasserwerfern und Wasserarmaturen ist eine Polizeidienstvorschrift in der Bundesrepublik Deutschland. Sie enthält Regelungen zum Einsatz von Wasserwerfern.
Sie war als Nachspiel einer Großdemonstration beim Zwischenlager Gorleben am 4. September 1982, bei der Fahrzeuge des Typs Wasserwerfer 6000 gegen die Demonstranten eingesetzt worden waren, Gegenstand einer Verfassungsbeschwerde (Entscheidung vom 7. Dezember 1998, AZ 1 BvR 831/89)
Nach Ziffer 5.1.3. ist darauf zu achten, „dass Köpfe nicht getroffen werden“.